# Костел святого Йоана Хрестителя (Мильне)
Костел святого Йоана Хрестителя в Мильному — недіюча римсько-католицька церква в селі Мильному Тернопільської области України.

## Відомості
- 1872 — збудований зусиллям Себастіана Кромпца, який освятили 1875 року.
- 1908 — розпочато будівництво нового костелу за проєктом невідомого архітектора (деякі корективи вніс майбутній архітектор Лаврентій Дайчак).
- 1910 — споруду накрили дахом, а 1914 року завершено його спорудження та освятили.
- 1925 — засновано парафію.
- 1920-і — відновлений за проєктом Лаврентія Дайчака.
- 1944 — о. Олександр Маркевич виїхав із Мильного через Залізці до Польщі.

У радянський період закрили та розпочали використовувався як колгоспний склад. Нині — у стані часткової руїни.

## Настоятелі
- о. Олександр Маркевич.